# Sat za planet Zemlju
Sat za planet Zemlju (engl. Earth Hour, dosl. Zemljin sat), globalni događaj koji organizira Svjetska organizacija za zaštitu prirode (WWF), a održava se posljednju subotu u ožujku svake godine, pozivajući domaćinstva i tvrtke na gašenje njihovih  svjetala i ostalih električnih uređaja na jedan sat radi podizanja svijesti o potrebi poduzimanja akcije oko klimatskih promjena. Sat za planet Zemlju pokrenuli su WWF i The Sydney Morning Herald 2007. godine kada je 2,2 milijuna stanovnika Sydneyja sudjelovalo gašenjem svjetala. Slijedeći primjer Sydneyja, mnogi drugi gradovi diljem svijeta prihvatili su događaj 2008. godine. Sat za planet Zemlju 2010. održan je 27. ožujka 2010. od 20.30 do 21.30 po mjesnom vremenu. Bit akcije "Sat za planet Zemlju" nije ušteda električne energije ušteđene u tom satu isključivanja, već da se jednim takvim vizualnim efektom podsjeti svih na važnost svakodnevnog djelovanja kako bismo očuvali naš planet.

## Sat za planet Zemlju 2007.
Sat za planet Zemlju održan je 31. ožujka u Sydneyju, Australija u 19.30 po mjesnom vremenu.

### Mjerenje redukcije u uporabi elektriciteta
Sat za planet Zemlju poznat je po rezultatima u padu potrošnje energije. Međutim niti jedna elektrana nije izvjestila o smanjenoj produkciji energije. Statistički se ovo povezuje s nultim učinkom na promjenu emisije ugljika.
Prema podacima EnergyAustralije, mjesnog opskrbljivača električnom energijom, potrošnja energije tijekom zbivanja 2007. u Sydneyju bila je 10,2% niža za vrijeme samog Sata nego što bi bila očekivano za to vrijeme, vremenske uvjete i obrasce potrošnje prethodnih četiriju godina. Herald Sun izjednačio je ovo s "uklanjanjem 48.613 auta s ceste tijekom 1 sata". Kritike među kojima su najpoznatije one kolumnista Andrewa Bolta označile su zbivanje kao "kresanje toliko sićušno da je trivijalno - jednako uklanjanju šest auta s ceste tijekom jedne godine". Stavljeno u kontekst, šest automobila jednako je uklanjanju šest automobila s ceste u bilo koje vrijeme tijekom dana ili noći. Kao odgovor na ove kritike organizatori Sata za planet Zemlju odgovorili su da "ako staklenička redukcija postignuta u sidnejskom CBD-u tijekom Sata za planet Zemlju bude održiva jednu godinu, bit će ekvivalentna uklanjanju 48.616 auta s ceste tijekom godine dana" i nadalje tvrde da je glavni cilj Sata za planet Zemlju stvoriti svijest oko problema klimatskih promjena te "izraziti da individualna akcija u masovnim razmjerima može pomoći promijeniti naš planet na bolje" a ne samo zahtijevati specifične energetske redukcije učinjene tijekom sata.
Brojku od 10,2% osporio je David Solomon, student financija sa Sveučilišta u Chicagu. Bez citiranja izvora podataka ili analitičkih metoda koje tvrdi da je koristio, Solomon kaže da je koristio osmogodišnje podatke o uporabi elektriciteta da zaključi da je pad inspiriran Satom za planet Zemlju bio 6,33% a kad se uzmu ostali potencijalni faktori u izračun rezultat bude 2,10% što je "statistički nerazličito od nule". U nekim područjima sjeverne hemisfere bit će sumrak u 20 sati što će ukloniti neke prednosti ovog zbivanja.

## Sat za planet Zemlju 2008.
Sat za planet Zemlju 2008. održavao se međunarodno 28. ožujka 2008. od 20.00 do 21.00 po mjesnom vremenu označivši prvu godišnjicu zbivanja. S 35 zemalja širom svijeta koje su sudjelovale kao službeni zastavni gradovi i preko dodatnih 400 gradova sudionika, Sat za planet Zemlju 2008. bio je proslavljen na svih sedam kontinenata. Ikonasti arhitektonski spomenici širom svijeta ugasili su svoju nepotrebnu rasvjetu tijekom Sata za planet Zemlju, a među njima bili su Sydneyska operna kuća (Sydney, Australija), Empire State Building (New York City, SAD), Sears Tower (sada Willis Tower, Chicago, SAD), Golden Gate Bridge (San Francisco, SAD), Bank of America Plaza (Atlanta, SAD), Space Needle (Seattle, SAD), Table Mountain (Cape Town, Južna Afrika), Kolosej (Rim, Italija), Kraljevski dvorac (Stockholm, Švedska), Londonska gradska vijećnica (Ujedinjeno Kraljevstvo), CN Tower (Toronto, Kanada), SM Mall of Asia, SM Science Discovery Center (Manila, Filipini), Suva (Fidži), katedrala Nidaros (Trondheim, Norveška), Royal Liver Building (Liverpool, Ujedinjeno Kraljevstvo), Petronas Twin Towers (Kuala Lumpur, Malezija), KL Tower (Kuala Lumpur, Malezija), budistički hram Wat Arun (Bangkok, Tajland) i Azrieli Center (Tel Aviv, Izrael).
Službeni website za zbivanje, earthhour.org, posjetilo je 6,7 milijuna ljudi u tjednu u kojem je padao Sat za planet Zemlju. Ostali websiteovi sudjelovali su u zbivanju, a Googleova početna stranica bila je "zamračena" čitav dan u kojem se nalazio Sat za planet Zemlju.
Prema online anketi Zogby Internationala 36 milijuna ljudi sudjelovalo je u Satu za planet Zemlju 2008. Anketa je također pokazala da je nastalo povećanje od 4 postotna boda u svijesti o ekološkim problemima kao što su klimatske promjene izravno nakon zbivanja.

### Sudionici 2008.

#### Gradovi partneri
Sat za planet Zemlju 2008. obuhvatio je sljedeće gradove partnere.
| Azija - Bangkok, Tajland - Manila, Filipini - New Delhi, Indija - Tel Aviv, Izrael |  | Europa - Aalborg, Danska - Århus, Danska - Kopenhagen, Danska - Dublin, Irska - Odense, Danska |  | Južna Amerika - Bogotá, Kolumbija - Santa Cruz de la Sierra, Bolivija |  | Oceanija - Adelaide, Australija - Brisbane, Australija - Canberra, Australija - Christchurch, Novi Zeland - Darwin, Australija - Hobart, Australija - Melbourne, Australija - Perth, Australija - Suva, Fidži - Sydney, Australija |  | Sjeverna Amerika - Atlanta, SAD - Baltimore, SAD - Chicago, SAD - Montreal, Kanada - Ottawa, Kanada - Phoenix, SAD - San Francisco, SAD - Toronto, Kanada - Vancouver, Kanada |

#### Gradovi sudionici
Među ostalim gradovima i regijama koji su također poduprli zbivanje nalaze se:
| Afrika - Kairo, Egipat - Cape Town, Južna Afrika - Lusaka, Zambija - Pretoria, Južna Afrika Azija - Ahmedabad, Indija - Bangalore, Indija - Beirut, Libanon - Chandigarh, Indija - Hyderabad, Indija - Dubai, UAE - Hangzhou, Kina - Hefei, Kina - Hong Kong - Jakarta, Indonezija - Karachi, Pakistan - Kuala Lumpur, Malezija - George Town, Malezija - Shah Alam, Malezija - Kuwait City, Kuvajt - Lahore, Pakistan - Manila City, Filipini - Angeles City, Filipini - Bacolod City, Filipini - Baguio City, Filipini - Caloocan City, Filipini - Cebu City, Filipini - Dagupan City, Filipini - Las Piñas City, Filipini - Lucena City, Filipini - Makati City, Filipini - Malabon City, Filipini - Mandaluyong City, Filipini - Marikina City, Filipini - Marikina City, Filipini - Navotas City, Filipini - Parañaque City, Filipini - Pasay City, Filipini - Pasig City, Filipini - Pateros City, Filipini - Quezon City, Filipini - San Juan City, Filipini - Taguig City, Filipini - Valenzuela City, Filipini - Zamboanga City, Filipini - Bohol, Filipini - Camarines Sur, Filipini - Cavite, Filipini - Cebu, Filipini - Davao, Filipini - Ilocos, Filipini - Iloilo, Filipini - Laguna, Filipini - Mindoro, Filipini - Nueva Ecija, Filipini - Palawan, Filipini - Pampanga, Filipini - Pangasinan, Filipini - Quezon, Filipini - Rizal, Filipini - Dipolog, Filipini - Pagadian, Filipini - Ipil, Filipini - Pune, Indija - New Delhi, Indija - Pyongyang, Sjeverna Koreja - Seoul, Južna Koreja - Shanghai, Kina - Shenzhen, Kina - Macau, Kina - Tianjin, Kina - Singapore, Singapur - Kfar Sava, Izrael - Chiangmai, Tajland - Taipei, Tajvan |  | Europa - Aegina, Grčka - Nikozija, Cipar - Baia Mare, Rumunjska - Birmingham, UK - Brighton, UK - Budimpešta, Mađarska - Canterbury, UK - Cardiff, UK - Essex, UK - Exeter, UK - Ženeva, Švicarska - London, UK - Limerick, Irska - Galway, Irska - Lugoj, Rumunjska - Chişinău, Moldova - Örebro, Švedska - Pariz, Francuska - Pécs, Mađarska - Ponta Delgada, Azori - San Ġiljan, Malta - Poznań, Poljska - Rim, Italija - Sighetu Marmaţiei, Rumunjska - Sofija, Bugarska - Southampton, UK - Swansea, UK - Timişoara, Rumunjska - Trondheim, Norveška - Venecija, Italija - Varšava, Poljska - Worcester, UK - Grad Vatikan, Grad Vatikan |  | Južna Amerika - Buenos Aires, Argentina - Río Cuarto, Argentina - Belize City, Belize - Medellín, Kolumbija - Bogotá, Kolumbija - Cali, Kolumbija - Cartagena, Kolumbija - Curitiba, Brazil - Caracas, Venezuela - Guatemala City, Gvatemala - Lima, Peru - Montevideo, Urugvaj - São Paulo, Brazil - São Roque, Brazil - Rio de Janeiro, Brazil - Santiago, Čile - Quito, Ekvador Oceanija - Auckland, Novi Zeland - Wellington, Novi Zeland - Christchurch, Novi Zeland - Taupo, Novi Zeland - Dunedin, Novi Zeland - Rotorua, Novi Zeland - Suva, Fidži - Tauranga, Novi Zeland - Nelson, Novi Zeland - Waiheke Island, Novi Zeland - Whangarei, Novi Zeland - Papeete, Francuska Polinezija |  | Sjeverna Amerika - Provincija Alberta, Kanada - Arlington, Virginia, Sjedinjene Države - Asbury Park, New Jersey, Sjedinjene Države - Bradley Beach, Sjedinjene Države - Brisbane, Sjedinjene Države - Provincija Britanska Kolumbija, Kanada - Charlotte, Sjeverna Karolina, Sjedinjene Države - Columbia, Sjedinjene Države - Concord, Sjedinjene Države - Denver, Kolorado, Sjedinjene Države - Falmouth, Sjedinjene Države - Glendale, Arizona, Sjedinjene Države - Hamilton, Bermuda - Harmony, Sjedinjene Države - Highland Park, Illinois, Sjedinjene Države - Homer Glen, Illinois, Sjedinjene Države - Honolulu, Sjedinjene Države - La Grange, Texas, Sjedinjene Države - Lincoln, Nebraska, Sjedinjene Države - Los Angeles, Kalifornija, Sjedinjene Države - Provincija Manitoba, Kanada - Martha's Vineyard, Sjedinjene Države - Matawan, Sjedinjene Države - Mexico City, Mexico - Miami, Florida, Sjedinjene Države - Millbrae, Kalifornija - Minneapolis, Minnesota, Sjedinjene Države - Monterrey, Nuevo León, Mexico - Montgomery, Maryland, Sjedinjene Države - Provincija New Brunswick, Kanada - Provincija Newfoundland i Labrador, Kanada - Norman, Oklahoma, Sjedinjene Države - Northampton, Sjedinjene Države - Sjeverozapadni teritoriji, Kanada - Provincija Nova Scotia, Kanada - Provincija Nunavut, Kanada - Ocean City, New Jersey, Sjedinjene Države - Provincija Ontario, Kanada - Opelika, Alabama, Sjedinjene Države - Provincija Prince Edward Island, Kanada - Provincija Quebec, Kanada - Roswell, Sjedinjene Države - San Clemente, Kalifornija, Sjedinjene Države - San Juan, Portoriko - Provincija Saskatchewan, Kanada - Teritorij Yukon, Kanada |

#### Sveučilišta sudionici
- Sveučilište u Torontu Toronto, Ontario
- Kraljičino sveučilište Kingston, Ontario
- Sveučilište u Waterloou Waterloo, Ontario
- Sveučilište Wilfrida Lauriera Waterloo, Ontario
- Sveučilište u Britanskoj Kolumbiji Vancouver, Britanska Kolumbija
- Akademija umjetnosti i dizajna u Ontariju Toronto, Ontario
- Arizonsko državno sveučilište Tempe, Arizona[15]
- Clemsonovo sveučilište Clemson, Južna Karolina[16]
- Sveučilište Notre Dame South Bend, Indiana
- Institut za tehnologiju u Rochesteru Rochester, New York
- Institut za tehnologiju u Illinoisu Chicago, Illinois
- Sveučilište na Filipinima[17] Quezon City, Filipini
- Sveučilište Ateneo de Manila[18] Quezon City, Filipini
- Državno sveučilište na Zapadnom Mindanau Zamboanga City, Filipini
- Rogacionistički fakultet Silang, Cavite
- Curtinovo sveučilište tehnologije Perth, Zapadna Australija
- Sveučilišni kolegij u Dublinu, Dublin, Irska
- Sveučilište u Queenslandu Brisbane, Queensland
- Sveučilište tehnologije u Queenslandu Brisbane, Queensland

### Vremenski raspored
Prije 2008. godine San Francisco je provodio vlastiti program "Lights Out" (hrv. Ugasimo svjetla) u listopadu. Godine 2008. premješten je na 29. ožujka radi podudaranja s australskim Satom za planet Zemlju. Ovo je također bila godina kada je Sat za planet Zemlju postalo međunarodno zbivanje, a San Francisco je zamoljen da bude partnerski grad u Satu za planet Zemlju. Umjesto da održi kompetitivno zbivanje, San Francisco je odlučio podržati Sat za planet Zemlju pa su svi napori oko Ugasimo svjetla pomaknuti radi potpore međunarodnog zbivanja Sata za planet Zemlju. Budući da je Sat za planet Zemlju 2008. bio u subotu, mnoge srednje škole na području Velikog Toronta sudjelovale su gašenjem polovine svjetala u razrednim prostorima tijekom posljednjeg sata škole u petak, 28. ožujka 2008. Iako je geslo Sata za planet Zemlju 2008. službeno glasilo "See the difference you can make" (hrv. vidi razliku koju možeš učiniti), službena radijska reklama završavala je geslom "Dark city, bright idea" (hrv. Mračan grad, svijetla ideja).
Tel Aviv je dogovorio svoj Sat za planet Zemlju u četvrtak, 27. ožujka 2008. radi izbjegavanja konflikata sa sabatom. Dublin je pomaknuo svoj Sat za planet Zemlju između 21 i 22 sata zbog svoje sjeverne geografske lokacije.

### Ušteđena energija
Prema tajlandskom ogranku WWF-a Bangkok je smanjio uporabu elektriciteta za 73,34 megavata što je tijekom jednog sata jednako 41,6 tona ugljikova dioksida. Bangkok Post izvjestila je drugačije brojke od 165 megavatsati i 102 tona ugljikova dioksida. To je zabilježeno kao značajno manje u odnosu na sličnu kampanju koju je inicirala bangkočka gradska vijećnica prethodne godine u svibnju kada je ušteđeno 530 megavatsati uz istovremeno smanjenje 143 tona emisije ugljikova dioksida.
Na Filipinima je filipinski Electricity Market Corp. zabilježio pad potrošnje električne energije za oko 78,63 megavata u Metro Manili i do 102,2 megavata na otoku Luzonu. Najveći pad potražnje od oko 39 MW dogodio se u 20.14 sata u Metro Manili i oko 116 MW u 20.34 sata u mreži Luzona.
Toronto je uštedio 900 megavatsata elektriciteta. 8,7% je ušteđeno ako se mjeri u odnosu na tipičnu ožujsku subotnju večer.
Irska je u cijelosti imala redukciju u uporabi elektriciteta od oko 1,5% za tu večer. U trosatnom razdoblju između 18.30 i 21.30 redukcija je iznosila 50 megavata, uštedivši 150 megavatsati ili približno 60 tona ugljikova dioksida. To je uštedjelo manje od šest irskih osobnih otpuštanja ugljika za čitavu godinu.
U Dubaiju gdje je vanjska rasvjeta na nekoliko glavnih gradskih znamenitosti bila ugašena a ulična rasvjeta u odabranim područjima prigušena na 50%, elektricitetna i vodna uprava izvjestila je uštede od 100 megavatsati elektriciteta. To je predstavljalo 2,4% redukcije u potražnji u usporedbi prije nego što je sat počeo.
Najbolji rezultat viđen je u Christchurchu, Novi Zeland. Grad je izvjestio pad od 13% u potražnji elektriciteta. Transpower ipak je izvjestio da je novozelandska potrošnja energije tijekom Sata za planet Zemlju bila 335 megavata što je više od 328 megavata prosjeka prethodnih dviju subota. Melbourne, Australija uštedio je 10,1% elektriciteta. Sydney, grad koji je sudjelovao u Satu za planet Zemlju 2007. i 2008., skresao je 8,4% elektricitetne potrošnje. To je manje od 10,2% iz posljednje godine no izvršni direktor Sata za planet Zemlju Andy Ridley izjavio je da nakon faktoriranja margine pogreške sudjelovanje u ovom gradu bilo je jednako prethodnoj godini
Najgori rezultat dogodio se u Calgaryju, Kanada. Gradska potrošnja energije povećala se 3,6% tijekom satne vršne potražnje elektriciteta. U Calgaryju gdje vrijeme igra veliku ulogu u potrošnji energije, grad je iskusio vrijeme 12°C hladnije od prethodne subotnje zabilježene temperature.

### Proslave širom svijeta
- Danske kraljevske palače Amalienborg i Gråsten zamračene su na kraljičinu zapovijed.[34]
- Nelly Furtado održala je besplatni koncert na Nathan Phillips Squareu u Downtownu Toronta radi proslave Sata za planet Zemlju.[35]
- U Torontu, Ontario studentski Environmental Outreach Team Sveučilišta York vodilo je poslijepodnevnu informativnu sjednicu o Satu za planet Zemlju, a opservatorij Sveučilišta York ponudio je dodatnu sjednicu otvorenu za javnost.[36]
- aktivnosti noćnog osmatranja zvijezda održana su na inicijativu torontskog Centra za znanost u Ontariju i Opservatorija Davida Dunlapa iz Richmond Hilla.[37][38]
- Astronomy Ireland postavila je visoko pogonjene teleskope u dublinskom Phoenix Parku da ljudima predstavi prednosti noćnog neba obično utopljenog u svijetlu gradsku rasvjetu.[28]

U Tel Avivu, Izrael besplatni koncert Knesiyata Hasekhela održan je na Rabinovu trgu. Energiju potrebnu za koncert generirala je grupa biciklista koji su pokretali pedalama generatore. Ostatak energije pribavljali su generatori spaljivanjem korištenog falafelnog ulja.
- U Atlanti glavni izvršni direktor američkog ogranka WWF-a Carter Roberts i gradonačelnica Atlante Shirley Franklin pritisnuli su divovsku sklopku uživo na TV-u simbolično pokrenuvši val svjetlosti koji je išao po zgradama oko grada.
- U San Franciscu javno zbivanje pod domaćinstvom američkog ogranka WWF-a pohodio je gradonačelnik Gavin Newsom, osvajač zlatne medalje figurni skejter Brian Boitano, bubnjar Grateful Deada Mickey Hart i ostale slavne osobe. Oni su se okupili da gledaju gašenje svjetala slušajući glazbu Jasona Damata.
- U Kuala Lumpuru, Malezija rasvjeta najviših tornjeva blizanaca na svijetu Petronas Twin Towersa bila je ugašena.[40]
- U Egiptu su ugašena svjetla na Sfingi i Velikim piramidama u Gizi od 20.30 do 21.30.[41]

#### Google
Sat za planet Zemlju također je dobio besplatan publicitet iz Googlove korporacije. Od 12.00 sati 29. ožujka 2008. sve do završetka Sata za planet Zemlju, Googlova početna stranica u SAD-u, Kolumbiji, Kanadi, Danskoj, Irskoj i UK-u promijenjena je u stranicu s crnom pozadinom. Geslo im je bilo "We've turned the lights out. Now it's your turn - Earth Hour" (hrv. Mi smo ugasili svjetla. Sada je na vama red - Sat za planet Zemlju) Google je ipak izjavio da za 2009. godinu neće promijeniti svoju stranicu opet u crno zbog konfuzije koju je uzrokovalo mnogim korisnicima. Uobičajena miskoncepcija jest ona da crna pozadina na web stranici reducira potrošnju energije kod monitora; LCD monitori koriste konstantnu količinu energije bez obzira koje boje prikazuju. Ovo nije slučaj s organskim LED monitorima iako oni nisu trenutačno u popularnoj uporabi.

#### Televizijski kanali
- Sat za planet Zemlju bio je opsežno pokriven u Sjedinjenim Državama u sklopu Oprah, Noćnih vijesti NBC-a, Večernjih vijesti CB-a, The Today Showa, Dobro jutro, Amerika, CNN-a, CNN Internationala, The Weather Channela i drugih. Nekoliko stanica širom Sjedinjenih Država išli su uživo sa svojim pokrivanjem uključujući NBC u Atlanti koji je napravio jedan sat dugu specijalnu emisiju o Satu za planet Zemlju tijekom zbivanja.
- Kanadski The Weather Network premjestio je svoje studije vani između 20 i 21 sati EDT za Sat za planet Zemlju koristeći samo LED svjetlo čitav sat.[45]
- The Agenda with Steve Paikin na TVOntariju emitirala je puni program samo uz svjetlost svijeća.[46]

## Sat za planet Zemlju 2009.
Sat za planet Zemlju 2009. zbio se od 20.30 do 21.30 po mjesnom vremenu 28. ožujka 2009. godine. 88 zemalja i 4.088 gradova sudjelovalo je u Satu za planet Zemlju 2009. što je deset puta više gradova u odnosu na Sat za planet Zemlju 2008. (2008. godine sudjelovalo je 400 gradova). Jednom milijardom glasova bio je proglašen cilj za Sat za planet Zemlju 2009. u kontekstu središnje Konferencije Ujedinjenih naroda o klimatskim promjenama 2009.
Među sudionicima iz 2009. bili su po prvi put sjedište Ujedinjenih naroda u New Yorku. UN suzdržano procijenjuje da će njegovo sudjelovanje uštedjeti 102 $ energije.
Izvješća pokazuju da su se Sjedinjene Države nalazile na vrhu u sudjelovanju u Satu za planet Zemlju s procjenom od 80.000.000 ljudi, 318 gradova i 8 država sudionica. Na Filipinima je sudjelovalo 647 gradova ili preko 15 milijuna Filipinaca prema procjenama sudjelovanja u jednosatnom gašenju svjetala od 20.30 do 21.30 po mjesnom vremenu. Nakon njih nalazila se Grčka s 484 gradova sudionika i Australija s 309.
Kanadska pokrajina Ontario bez grada Toronta doživjela je pad od 6% uporabe elektriciteta dok je Toronto doživio pad od 15,1% (gotovo udvostručeno s 8,7% iz prethodne godine) jer su se mnoge tvrtke zamračile uključujući znakovit CN Tower.
Švedski elektricitetni operator Svenska Kraftnät zabilježio je pad od 2,1% u potrošnji energije prema svojim predviđenim brojkama između 20.00 i 21.00. Sljedećeg sata odgovarajuća brojka iznosila je 5%. To je jednako potrošnji približno pola milijuna domaćinstava od ukupno 4,5 milijuna domaćinstava u Švedskoj.
Prema Vijetnamskoj elektricitetnoj kompaniji, vijetnamska potražnja za elektricitetom pala je 140.000 kWh tijekom Sata za planet Zemlju.
Filipini su uspjeli uštedjeti 611 MWh elektriciteta tijekom ovog vremenskog perioda što je prema izjavama bilo jednako gašenju desetak termoelektrana na ugljen tijekom jednog sata.

### Sudionici

#### Sudionici 2009.
Azija
- Bahrein
- Filipini
- Gruzija
- Hong Kong
- Indija
- Indonezija
- Japan
- Jordan
- Južna Koreja
- Kazahstan
- NR Kina
- Kuvajt
- Laos
- Libanon
- Makao
- Maldivi
- Malezija
- Pakistan
- Rusija
- Singapur
- Sjeverna Koreja
- Tajland
- Republika Kina
- Ujedinjeni Arapski Emirati
- Vijetnam

Afrika
- Bocvana
- Egipat
- JAR
- Kenija
- Zambija

Južna Amerika
- Argentina
- Bolivija
- Brazil
- Čile
- Ekvador
- Kolumbija
- Peru
- Urugvaj
- Venezuela

Oceanija
- Australija
- Fidži
- Novi Zeland
- Papua Nova Gvineja

Sjeverna Amerika
- Belize
- Bermudi
- Grenland
- Gvatemala
- Honduras
- Kanada
- Kostarika
- Meksiko
- Nikaragva
- Portoriko
- SAD
- Salvador
- Trinidad i Tobago

Antarktika
- Antarktika

Europa
- Albanija
- Armenija
- Austrija
- Azori
- Belgija
- Bjelorusija
- Bosna i Hercegovina
- Bugarska
- Cipar
- Crna Gora
- Danska
- Estonija
- Finska
- Francuska
- Grčka
- Gruzija
- Hrvatska
- Irska
- Italija
- Izrael
- Latvija
- Mađarska
- Sjeverna Makedonija
- Malta
- Moldavija
- Nizozemska
- Norveška
- Njemačka
- Poljska
- Portugal
- Rumunjska
- Rusija
- Srbija
- Španjolska
- Švedska
- Švicarska
- Turska
- Ujedinjeno Kraljevstvo
- Ukrajina
- Grad Vatikan

referencije:

#### Televizijski kanali sudionici
- National Geographic Channel Asia prekinuo je emitiranje 28. ožujka 2009. od 20.30 do 21.30.
- Kabelski informativni kanal ANC filipinskog ABS-CBN Broadcasting Corporationa prekinuo je emitiranje tijekom Sata za planet Zemlju.[57]
- Malezijski 8TV zaustavio je emitiranje tijekom jednog sata od 20.30[58]
- Canal 5 u Meksiku zaustavio je emitiranje tijekom jednog sata u Mexico Cityju počevši u 20.30.
- Cartoon Network i Magic 105.4 FM emitirali su Sat za planet Zemlju od 20.30 u spomen na zbivanje.
- National Geographic Channel suspendirao je redovito programiranje tijekom jednog sata i pokazao kako reducirati energetsku potrošnju tijekom Sata za planet Zemlju.
- DhiTV i Villa TV zaustavili su transmisiju tijekom jednog sata na Maldivima počevši od 20.30.
- Internetski radiji Zone105 i X FM Naga u Naga Cityju na Filipinima sudjelovali su u Satu za planet Zemlju 2009. ugasivši svu svoju opremu i prekinuvši emitiranje od 20.30 (GMT +8).[59]
- Radiotelevisión Española (RTVE) ugasila je rasvjetu u svojim novinskim studijima i ostalim prostorima 28. ožujka 2009. od 20.30 do 21.30.

## Sat za planet Zemlju 2010.
Sat za planet Zemlju 2010. održan je od 20.30 do 21.30 po mjesnom vremenu 27. ožujka.
Veća kulturna zbivanja poput kanadskih hokejaških utakmica održani su bez obzira na Sat za planet Zemlju. Prema Vancouver Sunu "TV, posebice kada je namješten na Canuckse, smatra se nužnom uporabom energije."
Sat za planet Zemlju 2010. navodno je bio do sada najveći Sat za planet Zemlju jer je okupio više od jedne milijarde sudionika, dok je cilj Sata za planet Zemlju iz 2009. godine bila upravo milijarda sudionika. 128 zemalja navelo je sudjelovanje u Satu za planet Zemlju 2010.

Popis 1.387 ikona i spomenika širom svijeta ugasit će svoja svjetla za Sat za planet Zemlju među kojima su:
- Atenska akropola, Atena
- Bank of America Tower, Miami
- Big Banana, Coffs Harbour
- Big Ben, London
- Brandenburška vrata, Berlin
- Burj Al Arab, Dubai
- Burj Khalifa, Dubai
- Cairo Tower, Kairo
- CN Tower, Toronto
- Coca Cola Billboard, Kings Cross, Sydney
- Crvena tvrđava, Delhi
- Botanički vrt, Curitiba
- Eiffelov toranj, Pariz
- El Ángel, Mexico City
- Empire State Building, New York
- Fontana Trevi, Italija
- Four Seasons Hotel, Miami
- Gateway Arch, St. Louis
- Hanojska operna kuća, Hanoi
- Hramovi u Abu Simbelu, Asuan
- KL Tower, Kuala Lumpur
- Kolosej, Rome
- Kosi toranj u Pisi, Pisa
- Krist Otkupitelj, Rio de Janeiro
- Kupola atomske bombe, Hirošima
- London Eye, London
- Manilska gradska vijećnica, Manila
- Most mučenika 15. srpnja, Istanbul
- Nhà Rồng Harbour, Ho Chi Minh City
- Padrão dos Descobrimentos, Lisbon
- Palača Al-toot, Riyadh Saudijska Arabija
- Palača Malacanang, Manila
- Palača sjedinjenja, Ho Chi Minh City
- Petronas Twin Towers, Kuala Lumpur
- Piccadilly Circus, London
- Piramide u Gizi, Kairo
- Q1 Tower, The Gold Coast
- Rialto Tower, Melbourne
- Sajgonska operna kuća, Ho Chi Minh City
- Sky Tower, Auckland
- Slapovi Niagare, Niagara Falls
- SM Mall of Asia, Manila
- Space Needle, Seattle
- Sydney Harbour Bridge, Sydney
- Sydney Opera House, Sydney
- Tokyo Tower, Tokio
- Torre dos Clérigos, Porto
- Velika palača, Bangkok
- Viktorijini slapovi, Zimbabve
- Welcome to Fabulous Las Vegas Sign, Las Vegas
- Willis Tower, Chicago
- Zabranjeni grad, Beijing

Među poznatim veleposlanicima Sata za planet Zemlju koji podupiru poruku Sata za planet Zemlju nalaze se:
- nadbiskup Desmond Tutu (Nobelov laureat), Helen Clark (bivša novozelandska premijerka, ravnateljica UNDP-a)
- predsjednici/gradonačelnici: Valdas Adamkus (Litva), Nguyễn Minh Triết (Vijetnam),[64] Boris Johnson (London)
- zabavljači: The Cranberries (Irska), Andox and Box (Hong Kong), bivša Spice Girl Melanie Chisholm i panda zvana Mei Lan. Trenutačno je 214 veleposlanika potpisalo podršku EH-u 2010.

Sat za planet Zemlju prikupio je globalnu podršku preko četrdeset pet međunarodnih korporacija poput IKEA-e, HSBC-a, PwC-a, Accenturea i Nokia Siemens Networksa.

### Države i teritoriji
Azija
- Armenija
- Bahrein
- Bangladeš
- Brunej
- Filipini
- Gruzija
- Hong Kong
- Indija
- Indonezija
- Izrael
- Japan
- Jordan
- Južna Koreja
- Kambodža
- Katar
- Kazahstan
- NR Kina
- Kirgistan
- Kuvajt
- Laos
- Libanon
- Makao
- Maldivi
- Malezija
- Mongolija
- Nepal
- Oman
- Pakistan
- Rusija
- Saudijska Arabija
- Singapur
- Sjeverna Koreja
- Sjevernomarijanski Otoci
- Solomonski Otoci
- Šri Lanka
- Tajland
- Republika Kina
- Turska
- Ujedinjeni Arapski Emirati
- Vijetnam

Afrika
- Bocvana
- Egipat
- JAR
- Kenija
- Madagaskar
- Maroko
- Mauricijus
- Mozambik
- Namibija
- Nigerija
- Senegal
- Tanzanija
- Zambija
- Zimbabve

Južna Amerika
- Argentina
- Bolivija
- Bonaire
- Brazil
- Čile
- Ekvador
- Kolumbija
- Paragvaj
- Peru
- Urugvaj
- Venezuela

Oceanija
- Australija
- Fidži
- Francuska Polinezija
- Cookovo Otočje
- Mikronezija
- Novi Zeland
- Papua Nova Gvineja
- Samoa
- Tuvalu

Sjeverna Amerika
- Američki Djevičanski Otoci
- Belize
- Bermudi
- Grenland
- Guam
- Gvatemala
- Honduras
- Kanada
- Kostarika
- Meksiko
- Nikaragva
- Panama
- Portoriko
- SAD
- Salvador
- Trinidad i Tobago

Antarktika
- Antarktika

Europa
- Albanija
- Armenija
- Austrija
- Azori
- Belgija
- Bjelorusija
- Bosna i Hercegovina
- Bugarska
- Cipar
- Crna Gora
- Češka
- Danska
- Estonija
- Farski Otoci
- Finska
- Francuska
- Grčka
- Gruzija
- Hrvatska
- Irska
- Italija
- Kosovo
- Latvija
- Lihtenštajn
- Litva
- Mađarska
- Sjeverna Makedonija
- Malta
- Moldavija
- Nizozemska
- Norveška
- Njemačka
- Poljska
- Portugal
- Rumunjska
- Rusija
- Sjeverna Irska
- Slovenija
- Srbija
- Škotska
- Španjolska
- Švedska
- Švicarska
- Ujedinjeno Kraljevstvo
- Ukrajina

### Poznati gradovi sudionici
Među ostalim gradovima i regijama koji podupiru događaj nalaze se:
Južna Afrika
- Abuja
- Antananarivo
- Cape Town

Sjeverna Afrika & Bliski istok
- Dubai
- Kuwait City
- Maroko

Mediteran i Balkan
- Atena
- Beograd
- Istanbul
- Sofija
- Lisabon
- Rim
- Tel Aviv
- Bukurešt

Skandinavija
- Helsinki
- Nuuk
- Oslo
- Stockholm

Srednja Europa
- Amsterdam
- Berlin
- Bern
- Dublin
- Heidelberg
- Madrid
- Moskva
- Pariz
- Vaduz

Južna Azija
- Delhi
- Islamabad

Sjeverna Azija
- Astana

Azija-Pacifik
- Bandar Seri Begawan
- Bangkok
- Brisbane
- Hirošima
- Ho Chi Minh City
- Hong Kong
- Jakarta
- Kuala Lumpur
- Melbourne
- Manila
- Mumbai
- Seoul
- Sydney

Južna Amerika & Srednja Amerika
- Bogota
- Buenos Aires
- Curitiba
- Guatemala City
- Lima
- Panama City
- Rio de Janeiro
- San Salvador

Sjeverna Amerika
- Atlanta
- Boston
- Chicago
- Hamilton
- Las Vegas Strip
- Los Angeles
- Mexico City
- Miami
- New York City
- Ottawa
- San Francisco
- Toronto
- Vancouver

## Sat za planet Zemlju 2011.
Svih sedam kontinenata se pridružilo akciji.
Youtube je podržao akciju mijenjajući svoj logo i dodavajući gumb s kojim se pozadina stranice mogla iz bijele promijeniti u crnu.
Samo u Kanadi, preko 400 gradova se pridružilo akciji. U Indiji se Sat za planet Zemlju obilježilo 26. ožujka, a u Izraelu 24. ožujka. Na Filipinima se Sat za planet Zemlju održao nešto ranije, jer je nestalo struje.

## Sat za planet Zemlju 2012.
Godine 2012. akcija se održala 31. ožujka od 20.30 do 21.30 sati.
Od Times Squarea do Dubrovačkih zidina, Bruneja do Litve, od najvišeg nebodera na planetu do inuitskog iglua, gaseći svjetla 31.ožujka svijet je još jednom proslavio najveću ekološku svjetsku volontersku akciju - „Sat za planet Zemlju“.
„Sat za planet Zemlju“ 2012. u Hrvatskoj je zamračio pulsku Arenu, Zidine u Dubrovniku, riječku Trsatsku gradinu, splitsku rivu i južno pročelje Dioklecijanove palače, osječku Tvrđu, zagrebački Zrinjevac, cijelu Makarsku rivijeru... Sve te znamenitosti, uz još brojne gradove, 31. ožujka u 20.30 sati na jedan sat utonule su u mrak te je Hrvatska tako postati dijelom najveće volonterske akcije na svijetu.
Akciju "Sat za planet Zemlju" pratila je kampanja „Ja hoću! A ti?“ (I will if you will!), koju je osmislila agencija Leo Burnett. Snimljeni su i razni video zapisi s izazovima "malih" i "velikih" ljudi koji se mogu pogledati na WWF-ovim stranicama.
U Hrvatskoj je snimljena i kampanja za društvene mreže, koju su izveli komičari iz Studija smijeha. Niza skečeva mogli su se pogledati na Facebookovoj stranici Earth HOUR 60+ Croatia.

## Sat za planet Zemlju 2013.
Godine 2013. Sat za planet Zemlju održava se 23. ožujka u 20.30 sati i svjetla se gase na jedan sat.

## Kritike
Među kritikama Sata za planet Zemlju nalaze se:
- The Christian Science Monitor piše kako je većina svijeća izrađena od parafina, teških ugljikovodika dobivenih iz sirovog ulja, fosilnog goriva, pa ovisno o tome koliko mnogo svijeća osoba zapali (ako ih netko koristi tijekom Sata za planet Zemlju) bez obzira koriste li normalno kompaktne fluorescentne svjetlosne žarulje i ovisno o izvoru energije korištenog za proizvodnju njihova elektriciteta, u nekim slučajevima zamjena svjetlosnih žarulja sa svijećama uzrokovat će porast umjesto pada emisije ugljikova dioksida.[68]
- Alternativnu proslavu "Sata ljudskog postignuća" promovirao je libertaristički think tank Instituta za kompetitivno poduzetništvo radi proslave napretka ljudskog blagostanja.[69] Sudionici u ovoj proslavi zamoljeni su da "proslave postignuća čovječanstva kao što su večeranje, gledanje filmova, vožnja uokolo, očuvanje topline u vašem domu".[70]
- Institut Ayn Rand pisao je kako su "sudionici proveli ugodnih šezdeset minuta u mraku, sigurni u spoznaju da su spasonosne povlastice industrijske civilizacije daleko samo za jedan svjetlosni prekidač... Zaboravite jedan tričavi sat sa samo ugašenim svjetlima. Što kažete na Mjesec za planet Zemlju... Pokušajte provesti mjesec dana drhtajući u tami bez grijanja, elektriciteta, hladnjaka; bez elektrana ili generatora; bez ikakve štednje rada, vremena i stoga proizvoda koji štede život a koje industrijska energiji čini mogućima".[71]
- Iako podupiru Sat za planet Zemlju "Carbon Sense Coalition" zahtijeva da se Sat za planet Zemlju preimenuje u "Zamračenu noć" i da se održi vani na nakraći i najhladniji dan u godini "...radi pripreme naše populacije na mračne dane koji slijede".[72][73]
- Bjørn Lomborg, autor Skeptičnog ekologista, napisao je "da je neophodno učiniti solarnu i ostalu novu tehnologiju jefitinijima od fosilnih goriva što prije tako da može ugasiti naše ugljikove energetske izvore mnogo duže od jednog sata i očuvati planet živim... Fosilna goriva doslovno nam daju prosvjećenje, osvjetljujući nam svijet i dajući nam zaštitu od bjesnila elemenata. Ironično je što bi današnji čisti simbolizam trebao osluhnuti unatrag sve do mračnijeg doba".[74]
- 29. ožujka, jedan dan nakon Sata za planet Zemlju 2009. dnevne novine Dân Trí objavile su članak o drugoj strani Sata za planet Zemlju. Članak se odnosio na mnogo mladih ljudi koji su odlučili voziti se po zamračenim gradovima iz zabave, trošeći naftu umjesto elektriciteta što je rezultiralo dugotrajnim prometnim čepovima.[75]

## Više informacija
- Nacionalni tjedan mračnog neba
- Dan planeta Zemlje
- FLICK OFF
- 88888 Lights Out
- Ljetno računanje vremena

## Vanjske poveznice
- Earth Hour - službene stranice
- Sat za planet Zemlju - službene dječje stranice
- Earth Hour Canada  Arhivirana inačica izvorne stranice od 20. srpnja 2009. (Wayback Machine) - službene kanadske stranice
- Earth Hour US - službene američke stranice
- Earth Hour 2008  Arhivirana inačica izvorne stranice od 9. svibnja 2008. (Wayback Machine) - zbirka novinskih članaka i vijesti o Satu za planet Zemlju 2008.
- Razgovor s izvršnim direktorom Sata za planet Zemlju Andyjem Ridleyjem (WWF)